# NRP Comandante João Belo (F480)
O NRP Comandante João Belo foi a primeira  de uma classe de quatro fragatas construídas em França, nos estaleiros de Nantes, para Portugal. Segue os planos dos navios franceses pertencentes à Classe Comandant Rivière. A classe equivalente da Marinha Portuguesa designou-se Classe João Belo.
A João Belo é um escoltador oceânico, dispondo de armamento antiaéreo e anti-submarino, preparado para transportar uma força de desembarque, e podendo receber a bordo um helicóptero.
Desde a sua incorporação em 1 de Julho de 1967, tomou parte em missões no Ultramar e exercícios internacionais e nacionais. Realizou frequentemente viagens de instrução com os alunos da Escola Naval e de outras escolas da Marinha.
Em Abril de 2008, a João Belo e a Comandante Sacadura Cabral foram vendidas e transferidas para a Marinha do Uruguai, que anteriormente tinha já comprado à Marinha Francesa as Fragatas sobreviventes da Classe Comandant Rivière.

## Armamento
3 peças 100 mm - Creusot-Loire Mod 1968 (Retirada uma peça junto à torre directora de tiro na modernização de 1987-1989)
2 peças 40 mm - Bofors 40/L60 Mod. 1958
1 Morteiro Quadruplo 305 mm (Retirado na modernização de 1987-1989)
2x3 tubos lança-torpedos Mk 32

## Equipamento
Radar director de tiro:Thomson-CSF/Thales DRBC 31D
Radar de Navegação: RACAL-DECCA RM 316
Radar de Superfície: Thomson-CSF/Thales DRBV 50
Radar de pesquisa aérea: Thomson-CSF/Thales DRBV 22A
Sonar General Dynamics Canada SQS-510 